# Chad Lefkowitz-Brown

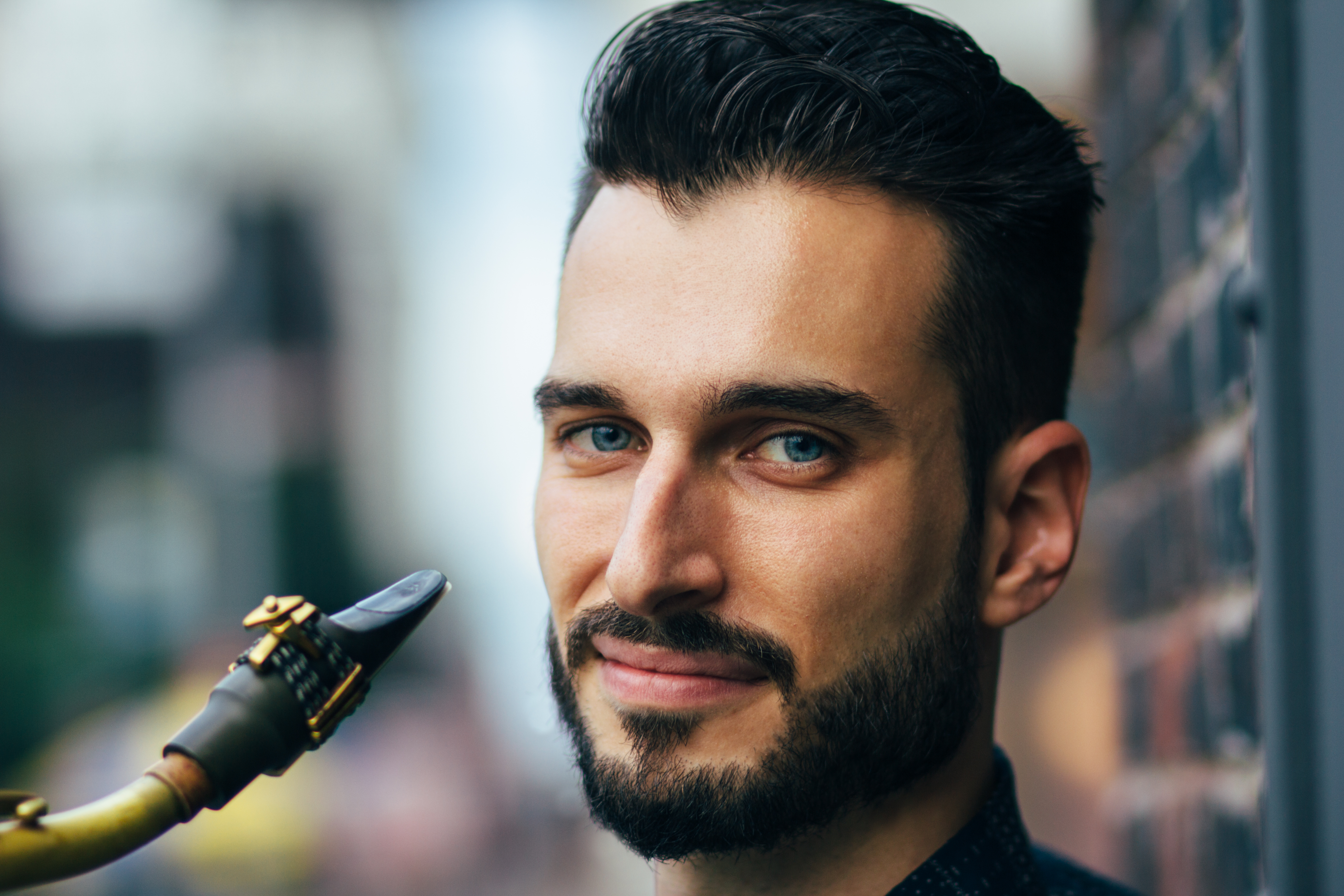
Chad Lefkowitz-Brown 2018

Chad Lefkowitz-Brown (* 8. September 1989 in Elmira) ist ein US-amerikanischer Jazzmusiker (Tenorsaxophon, Komposition).

## Leben und Wirken
Chad Lefkowitz-Brown trat bereits mit elf Jahren im Bundesstaat New York auf; sein Mentor war George Reed, der mit Jazzveteranen wie Teddy Wilson, Buddy Tate und Marian McPartland gespielt hatte. Er besuchte das Brubeck Institute, spielte in dieser Zeit auch mit Brubeck selbst und gehörte dem Brubeck Institute Jazz Quintet an. Im Laufe seiner Ausbildung erhielt er eine Reihe von Down Beat Magazine Student Music Awards in Kategorien wie Bester Jazz-Solist und Bester Original Song. Nach Abschluss der Studien am Brubeck Institute arbeitete er als professioneller Jazzmusiker, mit Auftritten in der Carnegie Hall, dem Super Bowl und dem Madison Square Garden. Erste Aufnahmen entstanden 2010 mit dem Pianisten Joe Gilman (Americanvas). Nach einem ersten Album (Imagery Manifesto), das von Doug Ramsey lobende Erwähnung als Debütalbum des Jahres erhalten hatte, legte er 2017 das Album Onward vor, an dem als Gastmusiker der Trompeter Randy Brecker mitgewirkt hatte. Weiterhin spielt er im Afro Latin Jazz Orchestra, bei Arturo O’Farrill und Clarence Penn (Monk: The Lost Files, 2012); außerdem arbeitete er als Studiomusiker mit Stars wie Taylor Swift, Don Henley und Phillip Phillips. Seit 2017 unterrichtet er am San Francisco Conservatory of Music in dessen Programm Roots, Jazz and American Music. Im Bereich des Jazz war er zwischen 2009 und 2017 an elf Aufnahmesessions beteiligt, u. a. mit Rani Singam, Quentin Angus, Natalie Cressman und Isaac Darche.

## Diskographische Hinweise
- Ron McClure, Gabe Terracciano, Chad Lefkowitz-Brown, Mike Eckroth, Shareef Taher: Ready or Not (SteepleChase Records, 2013)
- Chad Lefkowitz-Brown With Special Guest Randy Brecker: Onward (2017)
- Quartet Sessions (La Reserve, 2021), mit Holger Marjamaa, Dan Chmielinski, Bryan Carter bzw. Steven Feifke, Alexander Claffy, Corey Fonville.